# 長岡京市立長法寺小学校
長岡京市立長法寺小学校（ながおかきょうしりつ ちょうほうじしょうがっこう）は、京都府長岡京市長法寺にある市立小学校。

## 概要
長岡京市西部に位置し、市内では神足小学校と並んで明治時代からの歴史を有する小学校である。

## 沿革
- 1872年（明治5年）7月 - 長法寺校創設
- 1941年（昭和16年） - 国民学校令により、長法寺国民学校へ改称
- 1947年（昭和22年） - 学制改革により、乙訓郡長法寺小学校へ改称
- 1949年（昭和24年）10月 - 3か村合併に伴い長岡町立長法寺小学校へ改称
- 1967年（昭和42年）4月 - 長岡第三小学校、分離独立
- 1971年（昭和46年）4月 - 長岡第五小学校、分離独立
- 1972年（昭和47年）10月 - 市制施行により長岡京市立長法寺小学校へ改称

## 主な進学先
- 長岡京市立長岡中学校

## 周辺施設
- 済生会京都府病院

## 交通
- JR京都線 長岡京駅下車
- 阪急京都本線 長岡天神駅下車

## 通学区域が隣接している学校
- 長岡京市立長岡第五小学校
- 長岡京市立長岡第六小学校
- 長岡京市立長岡第三小学校
- 長岡京市立長岡第十小学校
- 京都市立大原野小学校
- （大阪府）島本町立第二小学校